# Parabelbella breviseta
Parabelbella breviseta är en kvalsterart som först beskrevs av Wang 1994.  Parabelbella breviseta ingår i släktet Parabelbella och familjen Damaeidae. Inga underarter finns listade i Catalogue of Life.